# Dejan Židan
Dejan Židan, né le 16 octobre 1967 à Maribor, est un homme politique slovène, membre des Sociaux-démocrates (SD).

## Biographie

### Formation et vie professionnelle
Il entre en 1986 à la faculté de médecine vétérinaire de l'université de Ljubljana. Diplômé en 1992, il travaille d'abord dans le secteur de la reproduction des animaux. Dans les années 2000, il intègre plusieurs entreprises du secteur agroalimentaire.

### Parcours politique
Dejan Židan est nommé ministre de l'Agriculture, des Forêts et de l'Alimentation dans le gouvernement de centre-gauche du social-démocrate Borut Pahor le 5 mai 2010. Candidat aux élections législatives anticipées du 4 décembre 2011, il est élu député à l'Assemblée nationale, où il prend la présidence de la commission de l'Agriculture.
Le 20 mars 2013, il devient vice-président du gouvernement et ministre de l'Agriculture et de l'Environnement dans le cabinet centriste de la sociale-libérale Alenka Bratušek. Il est nommé président par intérim des Sociaux-démocrates le 26 mai 2014, au lendemain d'élections européennes désastreuses pour le parti.
Avec l'arrivée au pouvoir de Miro Cerar le 18 septembre suivant, il est reconduit dans l'exécutif, en tant que vice-président du gouvernement et ministre de l'Agriculture, des Forêts et de l'Alimentation.
Il est élu président de plein exercice des Sociaux-démocrates le 11 janvier 2015, par 252 voix sur 286 délégués.